# ريتشارد كوزاك
ريتشارد كوزاك هو سياسي كندي، ولد في 20 سبتمبر 1949.